# Alternaria senecionicola
Alternaria senecionicola är en svampart som beskrevs av E.G. Simmons & C.F. Hill 2007. Alternaria senecionicola ingår i släktet Alternaria och familjen Pleosporaceae.   Inga underarter finns listade i Catalogue of Life.